# Lithophane nicaeensis
Lithophane nicaeensis là một loài bướm đêm trong họ Noctuidae.